# James Collinsworth
Pour les articles homonymes, voir Collinsworth.
James Thompson Collinsworth, né en 1806 dans le comté de Davidson, au Tennessee, aux États-Unis, est un avocat texan d'origine américaine et une figure politique du début de l'histoire de la république du Texas. Il a été le procureur des États-Unis pour le district ouest du Tennessee. Il est l'un des signataires de la déclaration d'indépendance du Texas et a été le premier juge en chef de la Cour suprême de la république du Texas et secrétaire d'État intérimaire du Texas. Il est candidat, lors de l'élection présidentielle de 1838 de la république du Texas, contre Mirabeau Bonaparte Lamar. Le 11 juillet 1838, il se noie dans la baie de Galveston. Son nom est donné au comté de Collingsworth et à une rue de Houston, au Texas.

### Source de la traduction
- (en) Cet article est partiellement ou en totalité issu de l’article de Wikipédia en anglais intitulé « James Collinsworth » (voir la liste des auteurs).